# Герб Солоного
Герб Солоного — офіційний геральдичний символ селища Солоне.

## Опис
Основою гербів є древній полянський щит (закруглений нижньою частиною), обрамлений жовтою смугою. Така форма щита (іспанська) поширена у сучасній українській геральдиці. Щит розташований на бронзовому картуші та увінчаний срібною мурованою короною з трьома вежами.
Лівий срібний перев'яз, вздовж якого накладені чотири червоних штурвали розділяє щит на два поля:
1. верхнє (праворуч)-пурпурове, у центрі якого стилізоване зображення місцевого храму у вигляді золотого куполу, що покоїться на трьох срібних цеглинах, укладених у два ряди: одна-у нижньому, дві у верхньому; та увінчуються срібним восьмипроменевим православним хрестом;
2. нижнє (з лівого боку)- зелене поле, у центрі якого-срібна амфора.

## Символіка
Гончарний глечик (амфора), що поданий у сріблі звертає нашу увагу на численні поселення гончарів, що датуються 7 ст. н.е. Адже неподалік від села знаходиться балка, що має назву Канцерка. Саме в ній археологами було виявлено та досліджено багато гончарських виробів. Знайдені цілі гончарські майстерні, вони обладнані печами для обпалювання різноманітного посуду.
За весь період археологічних досліджень тут було виявлено аж 18 печей (так званих “горнів”), 6 житлових і виробничих споруд, 5 господарських приміщень та 12 гончарських майстерень на загальній території, що перевищувала 2 гектари. Одна з таких печей, що збереглася і донині, зараз знаходиться в експозиційній залі Дніпропетровського історичного музею ім. Яворницького. Вона оновлена і реконструйована, ніби щойно виліплена.
Діагональний срібний перев'яз (правий та лівий) розділяє поле щита на дві частини,  що уособлюють в собі, по-перше, великий чумацький шлях, який нині представлений трасою Запоріжжя-Дніпро, що проходить неподалік Солоного. Саме цим шляхом і прийшли на цю привітну землю перші її жителі. По-друге, срібний перев'яз символізує місцеву річку Солоненьку, з якої і походить стара назва селища. Адже спочатку (в 80-х роках XVIII століття) село через річку перейменували в Солоненьке, а вже пізніше в Солоне.
Зараз ця річка висихає, а колись вона була живою, брала свій початок від стародавнього гримучого джерела. З розповідей старожилів відомо, що раніше це джерело було настільки потужним, що безперервно било фонтаном висотою до трьох метрів. Перев'яз та пояс на щитах представлені ні в лазурі, що могло б на перший погляд здатися помилкою, а у сріблі. Це виключення зроблене тому, що вода в цій річці мала сильний солонуватий смак, на що і вказує срібло. Ця особливість відома всім мешканцям, адже в літню спеку на берегах річці та на полях навколо навіть виступав солонець.
Срібний перев'яз супроводжується чотирма червоними штурвалами, що нагадує знак особливої відзнаки — нагородну стрічку з червоними зірками, яка пов’язується на мундир (через плече) та символізує доблесть, пошану та найвищий статус.
Чотири червоних штурвала, нагадують нам місцеву легенду про чотирьох лоцманів, що залишили о собі спогади й донині. Так, згідно переказам, у далекому 1778 році цариця Катерина виїхала з царською свитою та прислугою з Петербурга до України з однією метою — побачити місто Катеринослав, яке було збудовано Г.І. Потьомкіним і названо на її честь. Ознайомившись із Катеринославом, государиня мала намір продовжити свій шлях аж до Миколаєва, де в ті часи будувався порт.
Але, дійшовши по Дніпру до села Кайдаки, царські галери зупинилися, бо далі по річці серед бурхливих Дніпровських вод виступали пороги. Виникла негайна потреба проводу галер через ці пороги. І це було надзвичайно складно. Але терміново знайдені чотири місцевих лоцмани, що добре знали здешні води, змогли провести розкішні галери через цю небезпеку. За це цариця нагородила їх вільними землями, вона показала на карті їх місце і сказала: «Тепер оця широчінь - ваша. І ніколи над вами не буде ні управителя, ні пана - самі будете господарями».
Срібна церков з золотим куполом та срібним хрестом говорить про вірність традиціям християнства і вказує на місцеву православну церков та на один цікавий факт, що свого часу подивував усю губернію.
Адже, коли сільська громада зіткнулася з фінансовими труднощами при ремонті своєї церкви, на допомогу церковній громаді прийшов власник маєтку Герман Бергман. Він погодився відремонтувати церкву за свій рахунок, прикрасити, навіть зробити огорожу, але з однією умовою — щоб селяни закрили місцевий шинок на цілих 6 років. Обидві сторони умови виконали. Результати цієї угоди були приголомшливими. Так, за звітом місцевого священика: «Всі воскресіння і свята з того часу проходили в селі чинно і тверезо - ні гучних зборів, ні п'яних криків, ні богохульств, ні скандалів. Після закриття трактиру селяни стали проводити свій час більш розумно, обговорюючи питання матеріального і духовного добробуту...».
Основою гербів є древній полянський щит (закруглений нижньою частиною), обрамлений жовтою смугою. Така форма щита (іспанська) поширена у сучасній українській геральдиці. Щит розташований на бронзовому картуші та увінчаний срібною мурованою короною з трьома вершинами, що згідно встановлених правил, відображає статус поселення — селище міського типу, центр району.
Золото — король всіх металів, в геральдиці символізує знатність, могутність і багатство. Золото — символ найвищої цінності та величі.
Срібло (метал) — означає невинність, чесність, відвертість та чистоту, також правдивість, божественну мудрість та примирення. Срібло символізує чисте небо, мир, духовність та честь. Також срібло вказує на мінерал, який дав назву поселенню.
Зелень (зелений колір) — означає відродження, процвітання, стабільність і добробут, символізує мальовничу природу рідного краю та багаті врожаї, також означає весну, радість, надію та розвиток.
Пурпур (пурпуровий колір) — поширений колір в українській геральдиці, відображає наслідування традиціям козацтва.